# Rösli Spiess

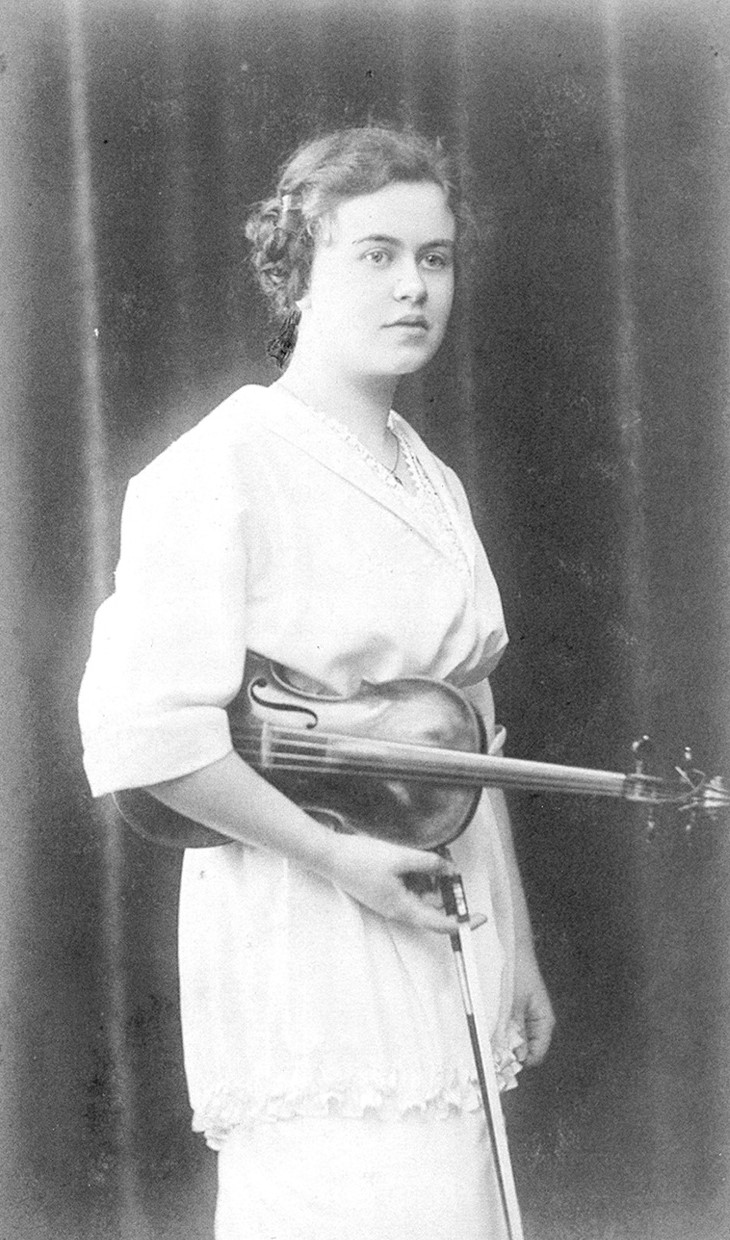
Rösli Spiess (ca. 1918)

Rösli Spiess, Taufname Rosa Elisabeth Spiess (* 26. Januar 1896 in Glarus; † 27. Dezember 1974 ebenda) war eine Schweizer Musikerin und Musikpädagogin.

## Leben
Rösli Spiess war die Tochter des Musikers Franz Spiess und der Katharina geborene Weiss. Sie wuchs im thüringischen Sondershausen auf, wo ihr Vater als erster Geiger im Hoforchester engagiert war. Seine Verpflichtung bei der Philharmonie veranlasste die Familie später zur Übersiedlung nach Dresden. Die Rückkehr nach Glarus erfolgte 1905. 
Mit neun Jahren erhielt Spiess vom Vater ihren ersten Violinunterricht. Sie trat bereits als Kind und Jugendliche bei Konzerten auf. 1912–1913 besuchte sie die Konzertausbildungsklasse bei Willem de Boer am Konservatorium in Zürich, anschliessend die Musikschule bei Henri Petri in Dresden. Wegen der unsicheren politischen Lage und nach dem Tod Petris blieb sie nach den Sommerferien 1914 in Glarus. Die Studien setzte sie 1916–1917 bei Fritz Wirt am Basler Konservatorium fort. 
Ihre Auftritte als Solistin sowie zusammen mit namhaften Instrumentalisten erregten bald die Aufmerksamkeit der Schweizer Musikwelt. Ab 1918 folgten Kammermusikabende als Mitglied des Spiess-Zweygberg-Quartetts, dem auch ihr Vater sowie Viktor Zack und Lennart von Zweygberg angehörten. Spiess wurde 1920 in den Schweizerischen Tonkünstlerverein aufgenommen. 1923 konzertierte sie mit dem Pianisten August Schmid-Lindner in Stuttgart und München, unter anderem mit Werken von Max Reger und Othmar Schoeck. Trotz Erfolgen im In- und Ausland verzichtete sie auf eine weitere Karriere als Violinistin. 
Spiess war unverheiratet und hatte keine Kinder. Sie unterstützte ihren Vater beim Aufbau der Musik- und Orchesterschule Glarus, indem sie ab den 1930er Jahren vermehrt Violin-, Klavier- und Cellounterricht erteilte, und führte nach dessen Tod 1956 die Arbeit in der Schule weiter. Ab 1949 konzentrierte sie sich ganz auf die Lehrtätigkeit. Ende der 1950er Jahre animierte sie einige ihrer fortgeschrittenen Schülerinnen und Schüler zur Gründung des «Musikkollegiums Junger Glarner», des späteren «Glarner Musikkollegiums». Am 18. März 1973 gab sie ihr Abschiedskonzert mit der Musik- und Orchesterschule Glarus. Rösli Spiess wurde 1974 für ihre Verdienste um die Musikpädagogik als erste Frau mit dem Glarner Kulturpreis ausgezeichnet.